# Paweł i Gaweł (film)
Pour plus de détails, voir Fiche technique et Distribution.
Paweł i Gaweł est un film polonais, d'après une œuvre d'Aleksander Fredro, réalisé par Mieczysław Krawicz, et sorti en 1938.

## Fiche technique
- Titre : Paweł i Gaweł
- Titre original : Pawel i Gawel
- Réalisation : Mieczysław Krawicz
- Scénario : Jan Fethke
Aleksander Fredro
Napoleon Sądek
Louis Starski
- Société de Production : Rex-Film
- Musique : Henryk Wars
- Photographie : Stanisław Lipiński
- Montage :
- Costumes :
- Pays d'origine : Pologne
- Format :
- Genre :
- Durée : 82 min
- Date de sortie : 
  - Pologne : 15 septembre 1938

## Distribution
- Eugeniusz Bodo : Paweł Gawlicki
- Adolf Dymsza : Gaweł Pawlicki
- Helena Grossówna : Violetta Bellami
- Józef Orwid : Hubert
- Halina Doree : Amelcia
- Zofia Mellerowicz
- Tadeusz Fijewski : Stefek
- Karol Dorwski : Lisek
- Roman Dereń
- Irena Skwierczyńska
- Michał Halicz
- Sergius Kwiek
- Zespół Cygański Kwieków